# Billie Davis
Pour les articles homonymes, voir Billie et Davis.
Billie Davis, née Carol Hedges le 22 décembre 1945 à Woking dans le Surrey, est une chanteuse britannique des années 1960. 

## Biographie
Elle est connue pour avoir interprété la plus belle version de la chanson Tell Him en 1963.[non neutre]